# Slavkovská dolina
Die Slavkovská dolina (älter slowakisch Blásyho dolina oder Skrinicová dolina; deutsch Schlagendorfer Tal, Blasytal oder Kastenbergtal, ungarisch Szalóki-völgy, Blásy-völgy oder Szekrényes-völgy, polnisch Dolina Sławkowska) ist ein kleines Tal in der Slowakei auf der südlichen Seite der Hohen Tatra.

## Beschreibung und Abgrenzung

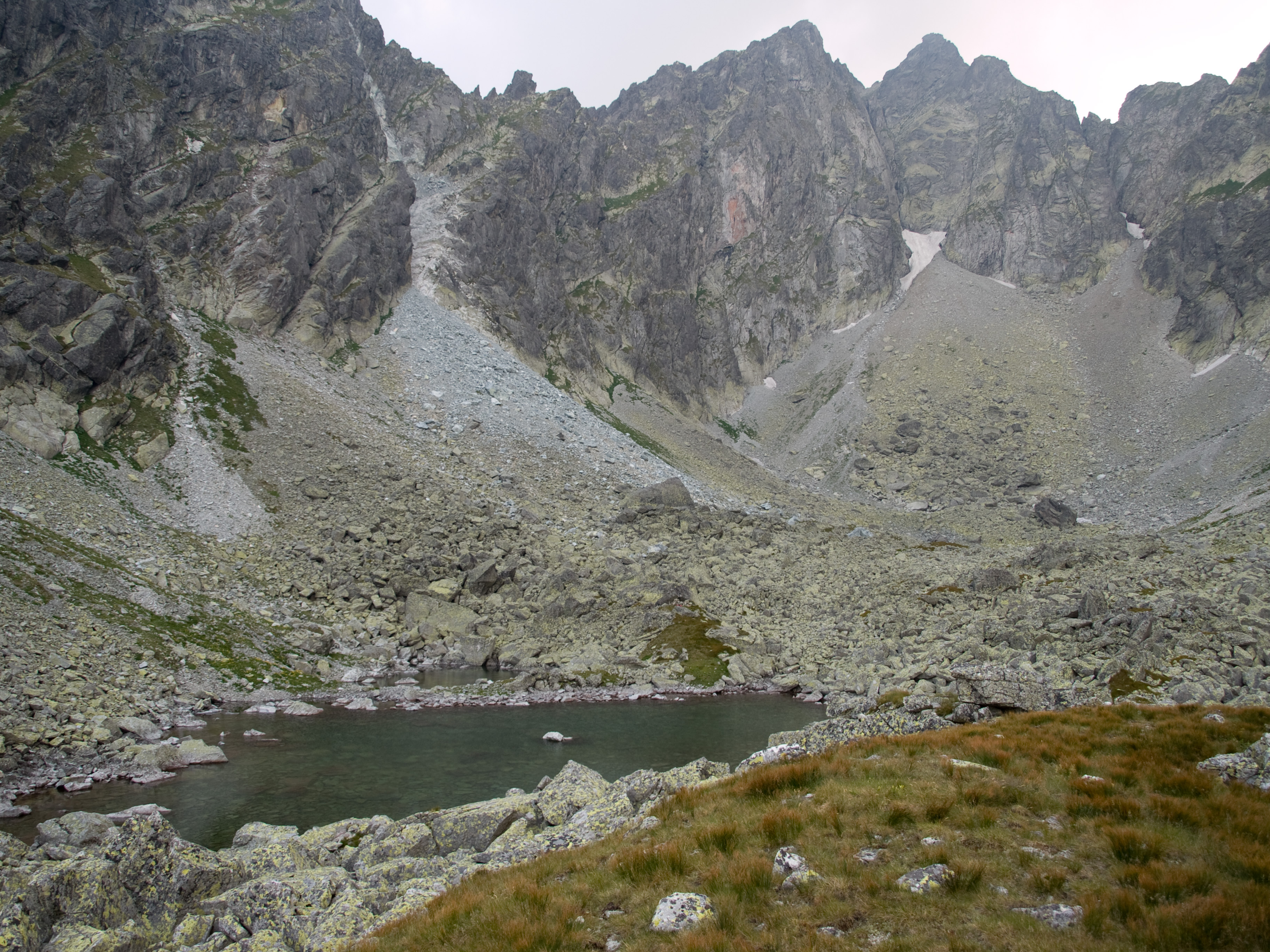
Der Talabschluss

Das Tal ist nur wenig mehr als zwei Kilometer lang und liegt unterhalb der Südost- und Ostseitengraten des Bergs Bradavica (2476 m n.m.). Es ist von mehreren Berggruppen umgeben: im Westen vom Seitengrat Velické granáty, im Norden von der Bradavica und im Nordosten und Osten durch die Berggruppe um die Berge Skrinica und Slavkovský štít. Vom Talabschluss, der auch den Namen Kotol Slavkovských plies trägt, heraus verläuft das Tal zuerst nach Südosten, dann nach Süden, bis zur Seitenmoräne eines ehemaligen Gletschers, Senná kopa. Ungefähr südlich des Wanderwegs Tatranská magistrála wird das Tal allmählich zu einer Depression in der Waldstufe.
Die Slavkovská dolina grenzt im Westen an das Tal Velická dolina und im Norden und Nordosten an das Tal Veľká Studená dolina.

## Gewässer
Im mittleren Teil des Tals entspringt der Slavkovský potok. Im Talabschluss liegt der Bergsee Szontaghovo pleso, mit dem unmittelbar angrenzenden kleineren See Malé Szontaghovo pliesko. Am Südosthang von Senná kopa befindet sich der kleine Bergsee Slavkovské pliesko, mit nur sporadisch auftretenden zwei weiteren Bergseen in der Nähe.

## Name und Geschichte
Der heutige slowakische Name des Tals leitet sich vom Namen der Gemeinde Veľký Slavkov (deutsch Großschlagendorf) ab. Diese Bezeichnung gibt es auch in anderen Sprachen, doch auf Deutsch und Ungarisch trug das Tal zwei andere, weitgehend synonyme Namen. Der erste ist Kastenbergtal oder Szekrényes-völgy nach dem Bergmassiv Skrinica (deutsch Kastenberg), der zweite lautet Blasytal oder Blásy-völgy nach Eduard Blásy, einem Mitbegründer des Ungarischen Karpathenvereins und kam nach Blásys Tod im Jahr 1888 in Gebrauch.
Schon im Mittelalter führten Hirtenpfade in das Tal hinein. Durch einen solchen führte in der Vergangenheit der Normalweg zum Gipfel des Slavkovský štít, daher ließ hier 1878 der Ungarische Karpathenverein eine kleine steinerne Herberge errichten. 1882 wurde sie durch eine Lawine stark beschädigt; sie wurde zwar instand gesetzt, aber danach kaum mehr gewartet und ist heute nur eine Ruine. Erst später, als Skiabfahrten vom Slavkovský štít populär waren, entschied man sich, eine neue Herberge zu bauen. Im Sommer 1944 wurde das Baumaterial an die Baustelle geliefert, doch eine erneute Lawine im Frühling 1945 fegte das gelagerte Material weg und der Bau wurde nicht mehr aufgenommen.

## Tourismus
Ungefähr an der Talmündung verläuft der rot markierte Wanderweg Tatranská magistrála auf der Teilstrecke zwischen dem Berghotel Sliezsky dom und Hrebienok. Das Tal selbst ist nicht durch touristische Wege erschlossen.